# Frederik al X-lea al Danemarcei
Frederik al X-lea  (în daneză Frederik André Henrik Christian, Kronprins til Danmark; n. 26 mai 1968, Copenhaga, amtul Copenhaga⁠(d), Danemarca) este regele Danemarcei. Frederik este fiul cel mare al reginei Margareta a II-a a Danemarcei și al Prințului Consort, Contele Henrik de Monpezat.

## Nume și botez
Nașii săi sunt Prințul Georg al Danemarcei, baronul Maximilien de Watteville-Berckheim, contele Etienne de Laborde de Monpezat, regina Anne-Marie a Greciei, prințesa Joséphine-Charlotte a Belgiei și Birgitta Juel Hillingsø.
- Frederik după numele bunicului matern, Frederic al IX-lea, continuând tradiția regală daneză ca moștenitorul să poarte numele de Frederic sau Christian.
- André după bunicul patern, André de Laborde de Monpezat.
- Henrik după numele tatălui său, Prințul Henrik.
- Christian este un nume obișnuit pentru regii danezi

## Educație și stagiul militar
La 14 ianuarie 1972 după ce mama sa a urcat pe tronul danez ca regina Margareta a II-a, Frederik a devenit Prinț moștenitor al Danemarcei.  
Frederik a urmat școala elementară în perioada 1974-1981. Între anii 1974-1976 ca elev particular la Palatul Amalienborg iar din clasa a III-a la școala Krebs’ Skole. În perioada 1982-1983 a fost elev internist la l'École des Roches din Normandia, Franța. În 1986 Frederik a absolvit liceul Øregaard Gymnasium.
A studiat științele politice la Harvard între 1992-1993 sub numele de Frederik Henriksen, iar în februarie 1995 a absolvit Științele Politice la Universitatea din Århus, Danemarca. Prințul Moștenitor a servit la Misiunea Daneză ONU în New York în 1994 și a fost Prim Secretar al Ambasadei Danemarcei la Paris din octombrie 1998 până în octombrie 1999.
Frederik și-a început educația militară în 1986 ca recrut în Regimentul Gărzii Reginei. La început a fost locotenent apoi în 1988 a devenit comandant de pluton în Regimentul Regal Danez de Husari. A făcut ample studii militare și formare profesională în toate cele trei servicii militare; a participat la antrenamentele navale subacvatice ale Forțelor Speciale Subacvatice din Marina Regală Daneză.
În 1997, Prințul Moștenitor a fost numit căpitan în rezervă al armatei și în 2000 căpitan în rezervă al aviației. În perioada 2001-2002 Prințul Frederik a încheiat etapa a II-a de antrenamente pentru lideri la Colegiul Regal Danez pentru Apărare. 
În 2002, Frederik a fost numit maior în rezervă al armatei și aviației și comandant al marinei. În aprilie 2004 a fost numit
comandant cu grad de senior în marină, locotenent colonel în armată și locotenent colonel în aviație.

## Căsătorie și copii
Pe data de 14 mai 2004, ASR Prințul Moștenitor s-a căsătorit cu Mary Elizabeth Donaldson, care în urma căsătoriei a devenit ASR Prințesa Moștenitoare Mary Elizabeth a Danemarcei. Ceremonia nunții a avut loc la Catedrala din Copenhaga și festivitățile de nuntă s-au desfășurat la Castelul Fredensborg.   
La 25 aprilie 2005 curtea regală daneză a anunțat că Prințesa Mary este însărcinată cu primul copil al cuplului iar la 15 octombrie 2005 ea l-a născut pe Prințul Christian al Danemarcei. La 21 aprilie 2007 s-a născut cel de-al doilea copil al prinților moștenitori, Prințesa Isabella, prima prințesă daneză născută din 1946.
La 6 august 2010 s-a anunțat că Prințesa Mary a Danemarcei este însărcinată cu gemeni. La 8 ianuarie 2010, Prințesa Moștenitoare l-a născut pe Prințul Vincent la ora ocală 10:30 (greutate 2,674 kg, lungime 47 cm) și pe Prințesa Josephine la ora 10:56 (greutate 2,554 kg, lungime 46 cm).

## Domnie
Titlul său oficial a fost Alteța Sa regală, prințul moștenitor Frederik al Regatului Danemarcei. Pe 14 ianuarie 2024 regina Margareta a II-a a Danemarcei a abdicat, în favoarea prințului moștenitor Frederic.